# Dzyanis Obrazaw
Dzyanis Obrazaw (tiếng Belarus: Дзяніс Образаў; tiếng Nga: Денис Образов; sinh 24 tháng 6 năm 1988) là một cầu thủ bóng đá Belarus. Tính đến năm 2017, anh thi đấu cho Slutsk.

## Danh hiệu
Naftan Novolopotsk
- Vô địch Cúp bóng đá Belarus: 2011–12